# Майер, Роберт Фёдорович
Роберт Фёдорович Майер (29 сентября 1900 — 26 июня 1983) — музейный работник, историк-архивист, театровед, заведующий музеем театров Саратова, основатель и руководитель музея Новосибирского театра оперы и балета (1947—1983).

## Биография
Родился в 1900 году на территории современной Волгоградской области.
В Саратове трудился помощником бухгалтера, с 1917 по 1927 год — работник Саратовского Пролеткульта, в 1927—1940 годах был историком-архивистом и театроведом в Саратовском краевом архивном управлении.
С 1940 по 1941 год — руководитель музея театров в Саратове при оперном театре.
В 1941—1942 годах отправлен в деревню Кинтереп (Легостаевский район Новосибирской области). В 1942—1946 годах выслан на углепромышленные работы в посёлок Гремячинский (Губахчинский район).
С 1946 по 1947 год вновь руководил музеем театров при оперном театре Саратова (без права постоянного места проживания в этом городе).
В 1947 году переселён в Новосибирск, где собрал ценные сведения об истории оперного театра города и местной музыкально-театральной жизни. Основал музей Новосибирского театра оперы и балета, заведующим которого был с 1947 по 1983 год.
Умер 26 июня 1983 года в Новосибирске. Похоронен на Заельцовском кладбище (квартал 41)